# Золота підкова

Юрисдикції Онтаріо, що складають «Золоту підкову».

43°36′ пн. ш. 79°44′ зх. д. / 43.6° пн. ш. 79.73° зх. д.
«Золота підкова» (англ. The Golden Horseshoe) — популярна назва підковоподібного, густозаселенного промислового регіону Канади, розташованого в провінції Онтаріо на північному заході озера Онтаріо. У 2006 році населення «Золотої підкови» становило 8,1 мільйонів — це 25,6% населення Канади і 75% населення Онтаріо. Згідно з прогнозами, населення регіону до року 2030 мало б зрости до 11,5 мільйонів.

## Міста й містечка в «Золотій підкові»

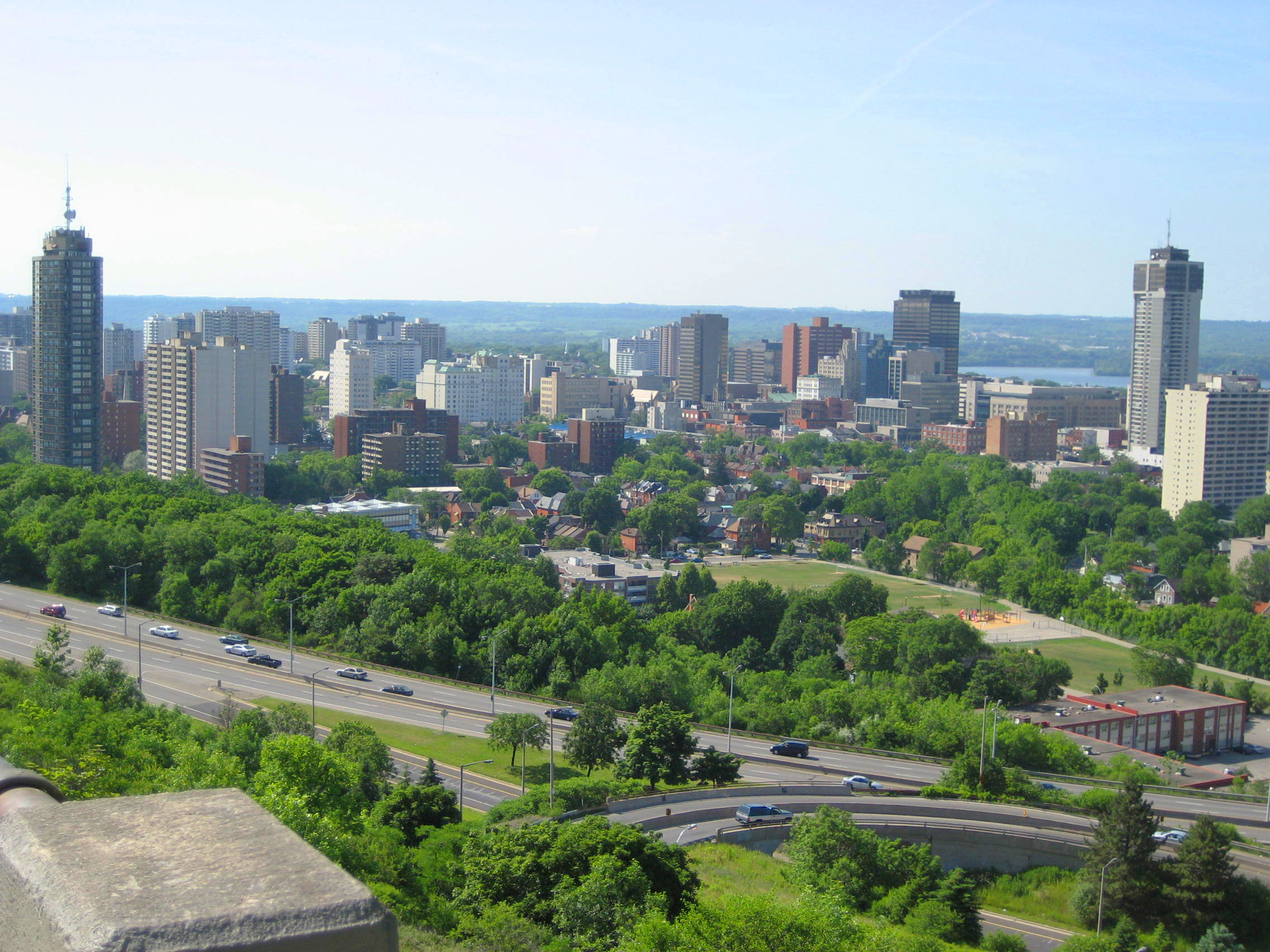
Гамільтон (Онтаріо)

Міста в регіоні «Золотої підкови» у 2006 році із населенням 100 000+ мешканців:
- Торонто
- Міссісага
- Гамільтон
- Брамптон
- Маркем
- Вон
- Кіченер
- Берлінгтон
- Оквілл
- Ошава
- Ричмонд-Гілл
- Сент-Катарінс
- Беррі
- Кембридж (Онтаріо)
- Гвелф
- Вітбі

### Регіональний муніципалітет Йорк
Міста із населенням менш ніж 100 000 мешканців (2006) у районі Йорк:
- Ньюмаркет
- Орора
- Ґеорґіна
- Вайтчерч-Стофвілл
- Іст-Гвіллімбері
- Кінг

### Район Дюрем
Маленькі міста, менші за 100,000 мешканців (2006) в районі Дюрем:
- Аджакс
- Пікерінг
- Кларінгтон
- Скугог
- Уксбридж
- Брок

### Регіональний муніципалітет Піл
Маленькі міста, менші за 100,000 мешканців (2006) в районі Піл:
- Каледон

### Район Голтон
Маленькі міста, менші за 100000 мешканців (2006) в районі Голтон:
- Голтон-Гіллс
- Мілтон

### Район Ніагара
Маленькі міста, менші за 100000 мешканців (2006) в районі Ніагара:
- Ніагара-Фоллс
- Велланд
- Форт-Ері
- Грімсбі
- Лінкон
- Порт-Колборн
- Торголд
- Пілгам
- Ніагара-он-да-Лейк
- Вест-Лінкон
- Вейнфліт